# Augustus Bradford

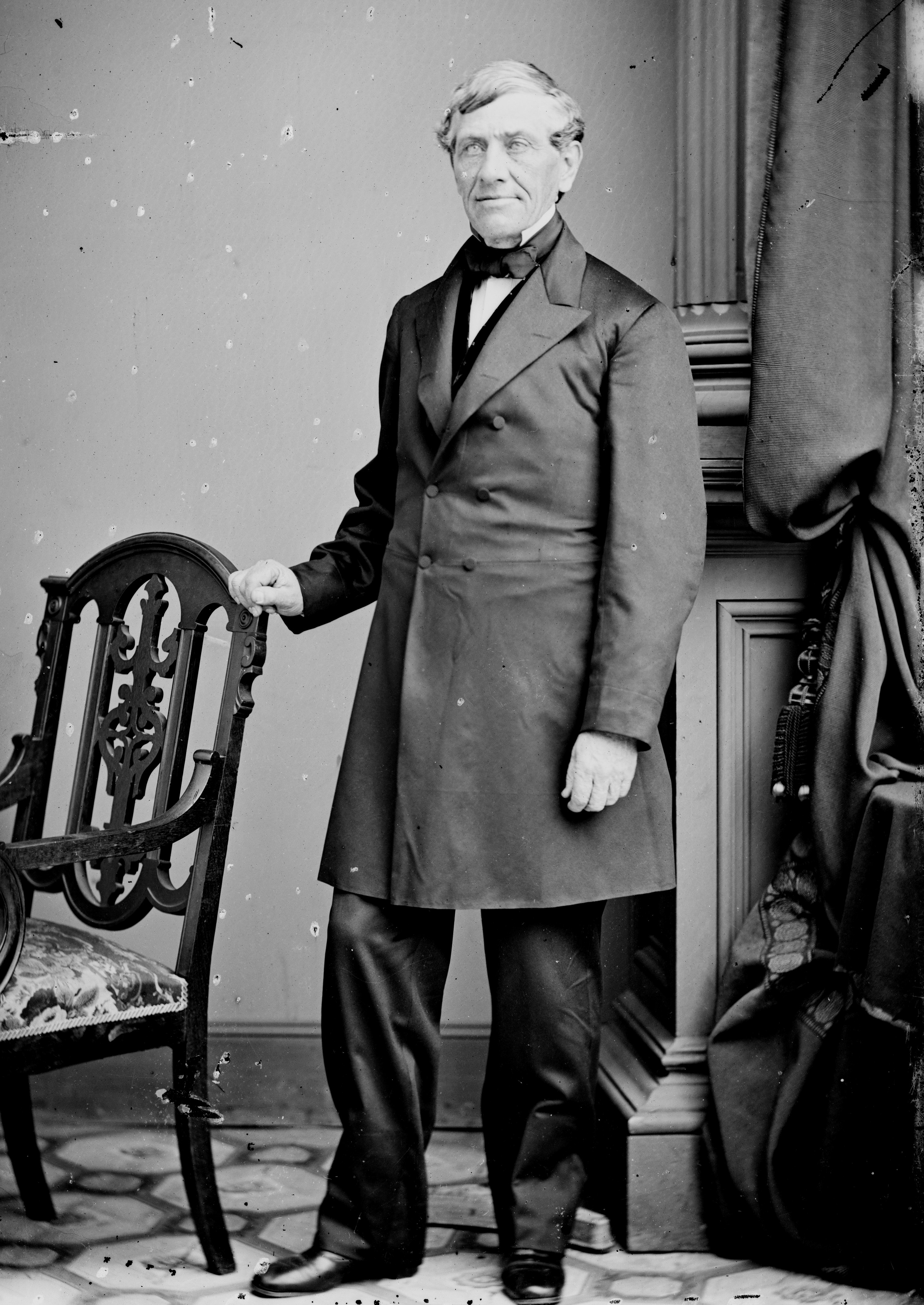
Augustus Bradford

Augustus Williamson Bradford  (* 9. Januar 1806 in Bel Air, Harford County, Maryland; † 1. März 1881 in Baltimore, Maryland) war ein US-amerikanischer Politiker und von 1862 bis 1866  Gouverneur des Bundesstaates Maryland.

## Frühe Jahre
Bradford besuchte die Bel Air Academy und dann bis 1824 das St. Marys College in Baltimore. Nach einem anschließenden Jurastudium wurde er im Jahr 1826 als Rechtsanwalt zugelassen. Danach begann er in Bel Air und in Baltimore in seinem neuen Beruf zu arbeiten.

## Politischer Aufstieg
Als Mitglied der Whig Party war Augustus Bradford bei den Präsidentschaftswahlen des Jahres 1844 einer der Wahlmänner von Henry Clay. Zwischen 1845 und 1851 war er beim Bezirksgericht im Baltimore County angestellt. Anfang 1861 war er Mitglied einer Konferenz, die in Washington in letzter Minute erfolglos den Ausbruch des Sezessionskrieges verhindern wollte. Nach dem Ende der Whig Party schloss sich Bradford zunächst der kurzlebigen Union Party und später der Demokratischen Partei an. Am 6. November 1861 wurde er zum neuen Gouverneur seines Staates gewählt.

## Gouverneur von Maryland
Augustus Bradford trat seine vierjährige Amtszeit am 8. Januar 1862 an. Zu dieser Zeit tobte bereits der Sezessionskrieg, von dem Maryland als Grenzstaat zwischen dem Norden und dem Süden besonders hart betroffen war. Der Staat hatte zwar beschlossen, in der Union zu bleiben; trotzdem gab es viele Anhänger des Südens. Der Gouverneur, ein Anhänger der Union, erließ ein Gesetz, wonach jegliche Unterstützung des Südens unter Strafe gestellt wurde. Außerdem stellte er der Armee der Union Truppen zur Verfügung. Bradford war auch einer der Teilnehmer an der Konferenz der loyalen Gouverneure, die im September 1862 in Pennsylvania stattfand.

## Weiterer Lebensweg
Nach dem Ablauf seiner Amtszeit am 10. Januar 1866 wurde Bradford Verwalter des Hafens von Baltimore (Surveyor for the port of Baltimore). Dieses Amt bekleidete er zwischen 1866 und 1869. Im Jahr 1872 war er nochmals Wahlmann bei den Präsidentschaftswahlen. Er hätte für Horace Greeley gestimmt, den von den Demokraten unterstützten Kandidaten der Liberal Republican Party; dieser starb jedoch, bevor das Electoral College seine Wahl traf, sodass die Stimmen Marylands an den stattdessen aufgestellten Thomas A. Hendricks gingen.
Danach zog er sich aus der Politik zurück. Augustus Bradford starb im Jahr 1881. Mit seiner Frau Elizabeth Kell hatte er zwölf Kinder.